# Lepidonotus durbanensis
Lepidonotus durbanensis är en ringmaskart som beskrevs av Francis Day 1934. Lepidonotus durbanensis ingår i släktet Lepidonotus och familjen Polynoidae. Inga underarter finns listade i Catalogue of Life.